# 北勢寮 (彰化縣)
北勢寮，原寫為北勢藔，是臺灣彰化縣北斗鎮的一個地名，位於該鎮西部，範圍大致包括文昌里西北角、光復里北大半部、大道里不含最北端及東南端、中寮里不含北端及南端、西安里不含西南角、西德里不含西南部、七星里西北端凸出部分，另外因為河道變遷導致邊界重劃，還包括田尾鄉的饒平村西南部，以及埤頭鄉和豊村東部中段。

## 歷史
台灣清治末期至日治初期，北勢寮地區為一街庄，稱為「北勢藔庄」，隸屬於東螺西堡。昔日該庄西南邊隔濁水溪分流與舊眉庄、溪洲庄、番仔埔庄、埤頭庄相望，北邊隔濁水溪另一分流與溪仔頂庄、饒平厝庄相望，東邊為北斗庄、北斗街。
1901年（日治明治三十四年）11月，該庄隸屬於彰化廳。1909年（明治四十二年）10月，改隸屬於臺中廳。1920年（大正九年），該庄改制並雅化為「北勢寮」大字，隸屬於臺中州北斗郡北斗街。
戰後北斗街改制為北斗鎮，隸屬於彰化縣，大字亦改制為里。

## 濁水溪整治
1911年（明治四十四年），濁水溪開始進行治理工程，成立「濁水溪治水工事事務所」，分三期進行整治工作。縱貫線通車後，為了保護縱貫鐵路，在二水鐵路橋上下游兩岸興建下水埔、新虎尾、林內等堤防，將原來巨幅擺盪的河道截堵成現在的濁水溪樣貌。
北勢寮地區北部、西南部邊界原有之濁水溪兩條分流皆已不復見，今日流經本地區北部的舊濁水溪及流經本地區西南部的舊濁水溪分流河道，也皆與昔日兩條分流路徑大不相同。
　

## 交通
省道台1線大致以東北－西南走向經過北勢寮地區東部，由此往東北可前往員林、彰化、清水、新竹等地，往西南可前往西螺、斗南、嘉義、新營等地。

## 學校
- 北斗家商
- 北斗國中（小部分）
- 北斗國小（小部分）
- 萬來國小
- 螺陽國小

## 廟宇
- 北斗華嚴寺（佛寺）

## 景點
- 北斗大榕樹（榕樹公）